# Sympeplus
Sympeplus is een geslacht van wantsen uit de familie van de Piesmatidae (Amarantwantsen). Het geslacht werd voor het eerst wetenschappelijk beschreven door Bergroth in 1921.

## Soorten
Het genus bevat de volgende soort:

- Sympeplus curculiunculus Bergroth, E., 1921